# Jab-Alaha I.
Jab-Alaha (auch: Yahballaha I) war Bischof von Seleukia-Ktesiphon, Groß-Metropolit und Primas der Assyrischen Kirche des Ostens von 415 bis 420. Er wird in den traditionellen Listen der Patriarchen der Assyrischen Kirche des Ostens aufgeführt.

## Amtszeit
Bar Hebraeus bietet folgenden Bericht:

„Nach Ahhaï, Jab-Alaha. Sein Name bedeutet: 'Geschenk von Gott'. Er war ein frommer und gelehrter Mann, und wurde konsekriert im sechzehnten Jahr von Yazdegerd, dem König der Perser. Es wird gesagt, dass er einen Toten wieder zum Leben erweckt hat. Er wurde von den Persern sehr geehrt. Als er seine Amt fünf Jahre lang ausgefüllt hatte, wurde er durch den Geist gewarnt, dass Yazdegerd in seinen Irrsinn zurückfallen würde und eine weitere Verfolgung der Christen beginnen würde. Dann, wie er es im Gebet erbeten hatte, schied er ab zu Gott.“